# Jacob Jacobsson
Jacob Jacobsson (1737–1791) var en svensk dräng som är känd för det vittnesmål han avgav om sin påstådda vistelse hos älvorna år 1759. 
Vittnesmål från människor som hävdade att de hade besökt älvor förekom i Sverige långt fram i tiden: den 29 september 1759 avlade den 22-årige drängen Jacob Jacobsson i Ramsberg inför kyrkoherde B. Vigelius ett vittnesmål om att han en dag hade besökt älvornas värld. Efter en dags fiske hade han plötsligt sett en väg som inte funnits där förut, och då han följde den hade han hamnat vid ett bord med "småfolk" och en vacker jungfru i naturlig storlek, som hade bjudit honom mat och dryck. Han hade vägrat ta emot något och bett Gud att föra honom hem, och då hade småfolket slängt ut honom i förargelsen. Detta hade hänt den 16 september, och då han kommit hem fick han veta att fyra dygn hade gått. Kyrkoherden bedömde att Jacobsson var gudfruktig men "enfaldig". 